# Bystrzyca (Tyśmienica)

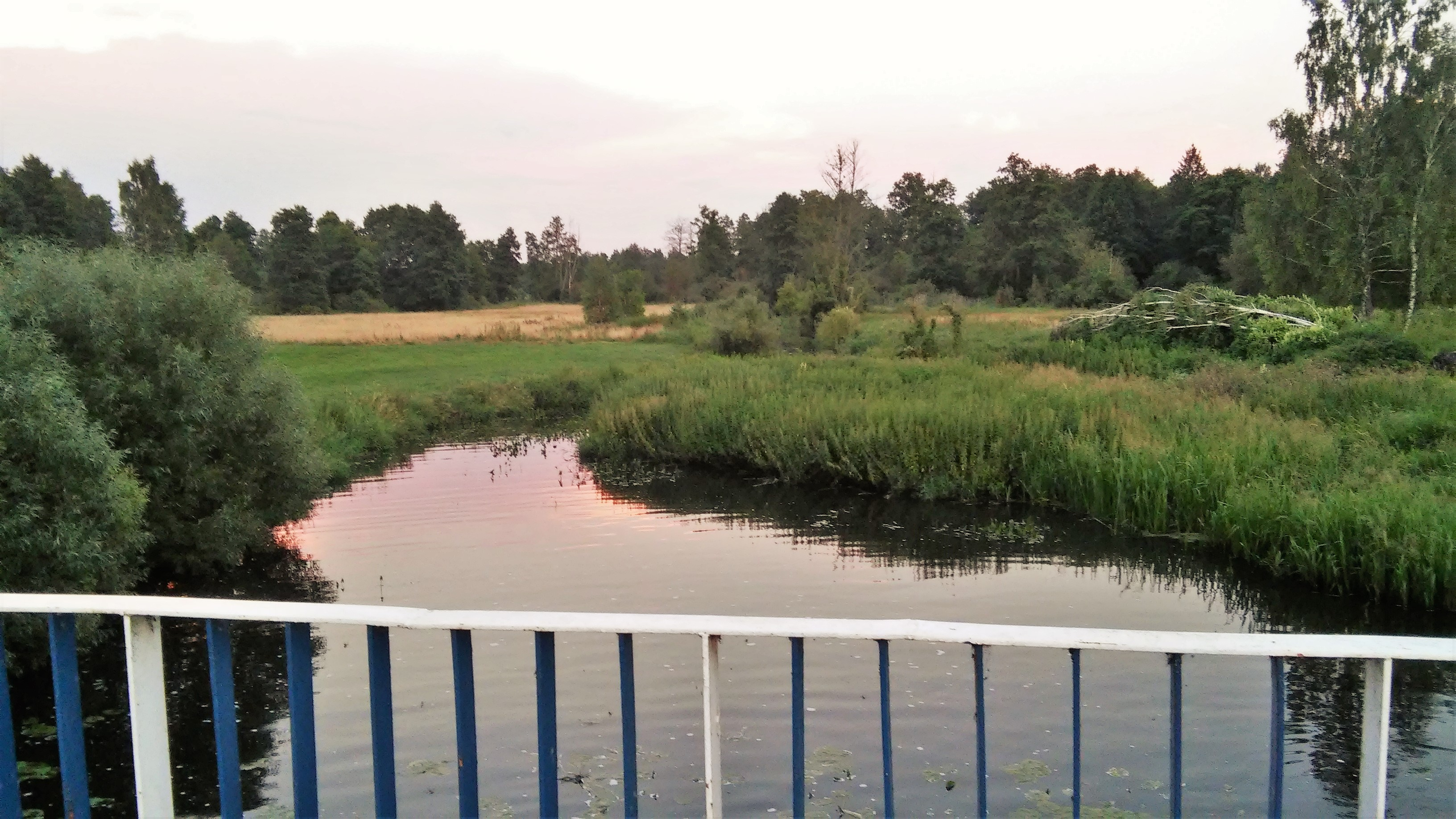
Fluss Bystrica in der Nähe des Dorfes Zofibó

Die Bystrzyca ist ein rechter Zufluss der Tyśmienica in der Woiwodschaft Lublin in Polen.

## Geografie
Der Fluss entspringt im Norden der Ortschaft Jedlanka in den Wäldern der Lasy Łukowskie. Er verläuft dann in südöstlicher Richtung in einigem Abstand südlich an Łuków und westlich an Radzyń Podlaski vorbei und mündet nach einem Lauf von rund 47 Kilometern bei der Ortschaft Maruszewiec in die Tyśmienica. Diese entwässert über den Wieprz in die Weichsel und über diese in die Ostsee.
Der bedeutendste Zufluss ist die Mała Bystrzyca mit einer Länge von rund 30 Kilometern.